# 이반 네프랴예프
이반 니콜라예비치 네프랴예프(러시아어: Ива́н Никола́евич Непря́ев, 1982년 2월 4일 ~ )는 러시아의 은퇴한 아이스하키 선수이다. 2006년 동계 올림픽에 러시아 국가대표팀의 일원으로 참가하였다.

## 클럽 경력
야로슬라블 출신으로 1998년에 고향의 아이스하키팀인 로코모티프 야로슬라블 유소년팀에 입단하였으며, 2000년에 성인팀에 가세하여 프로 선수 경력을 시작하였다. 같은 해에 북아메리카 프로 아이스하키 리그인 내셔널 하키 리그(NHL) 신인 드래프트 5라운드에서 우선 순위 163위로 워싱턴 캐피털스에게 지명되었다.
2002년과 2003년에 로코모티프 야로슬라블의 러시아 슈퍼 리그 우승에 기여하였고, 2002-03 IIHF 컨티넨털 컵에서 로코모티프의 준우승에 힘을 보탰다. 2005 러시아 슈퍼 리그에서는 HC 디나모 모스크바와 HC 라다 톨리야티의 뒤를 이어 3위를 하는 데에 기여했고, 2008년 러시아 슈퍼 리그에서는 준우승을 차지했다. 네프랴예프는 로코모티프 야로슬라블에서 총 8시즌을 뛰었다. 이후 그 해에 디나모 모스크바로 이적하였다.
디나모 모스크바에서 뒬 동안에는 2시즌 동안 96경기에 출전했으며, 2010년에 아틀란트 모스크바 오블라스트로 이적하여 54경기에 출전하여 5골을 넣고 10개의 어시스트를 기록했다. 또 이 시즌에 팀을 콘티넨탈 하키 리그(KHL) 플레이오프 결승에 진출하는 데에 기여했다. 2011년 6월에 SKA 상트페테르부르크로 이적하여 첫 시즌에는 53경기에 출전하여 11골을 넣고 9개의 어시스트를 기록했다. 두번째 시즌인 2012-13 시즌에서는 43경기에 출전하여 3골을 넣고 어시스트 3개를 기록했다. 이후 2013년에 상트페테르부르크와의 계약을 연장하지 않고 CSKA 모스크바로 이적했고 얼마지나지 않아 아반가르트 옴스크로 이적하였다. 이후 2015년까지 아반가르트에서 뛰다가 은퇴했다.

## 국가대표팀 경력
2001년에 러시아에서 열린 세계 주니어 선수권 대회를 통해 주니어 국가대표로 데뷔했으며, 7경기에 출전하여 1골을 넣고 5개의 어시스트를 기록하였다. 이듬 해인 2002년에 체코에서 열린 세계 주니어 선수권 대회에서는 7경기에 출전하여 어시스트 2개를 기록하여 러시아의 우승에 기여했다.
2003년에 성인 국가대표로 발탁되어 유로 하키 투어에 참가하여 6경기에 출전하여 어시스트 1개를 기록했다. 이후 2005년에 다시 국가대표로 발탁되어 오스트리아에서 열린 세계 선수권 대회에 참가하여 6경기에 출전하여 1골을 넣었다. 러시아는 이 대회에서 동메달을 획득했다. 이후 2006년에 이탈리아 토리노에서 열린 올림픽에 참가하여 2경기에 출전했고, 같은 해에 유로 하키 투어 러시아 국가대표로 발탁되어 6경기에 출전했다. 이듬 해인 2007년에는 모국 러시아에서 열린 2007년에는 세계 선수권 대회에 러시아 대표로 참가하여 9경기에 출전하여 어시스트 3개를 기록했으며 러시아는 동메달을 목에 걸었다. 이후 2008, 2009, 2010, 2012 유로 하키 투어에 러시아 대표로 참가했다.
네프랴예프는 러시아 국가대표팀 선수로서 총 63경기에 출전했고, 7골과 14개의 어시스트를 기록했다.